# Euxoa hastifera
Euxoa hastifera là một loài bướm đêm thuộc họ Noctuidae. Nó được tìm thấy ở miền nam châu Âu to Xibia và Tajikistan.

## Phụ loài
- Euxoa hastifera hastifera
- Euxoa hastifera pomazensis (Hungary)
- Euxoa hastifera abdallah (Portugal, Spain, Morocco)
- Euxoa hastifera geghardica (Armenia)

## Hình ảnh

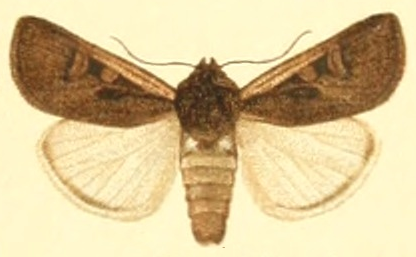
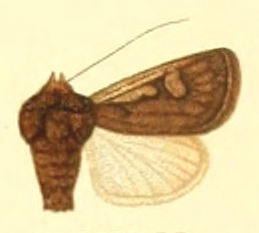